# 체스케부데요비체구

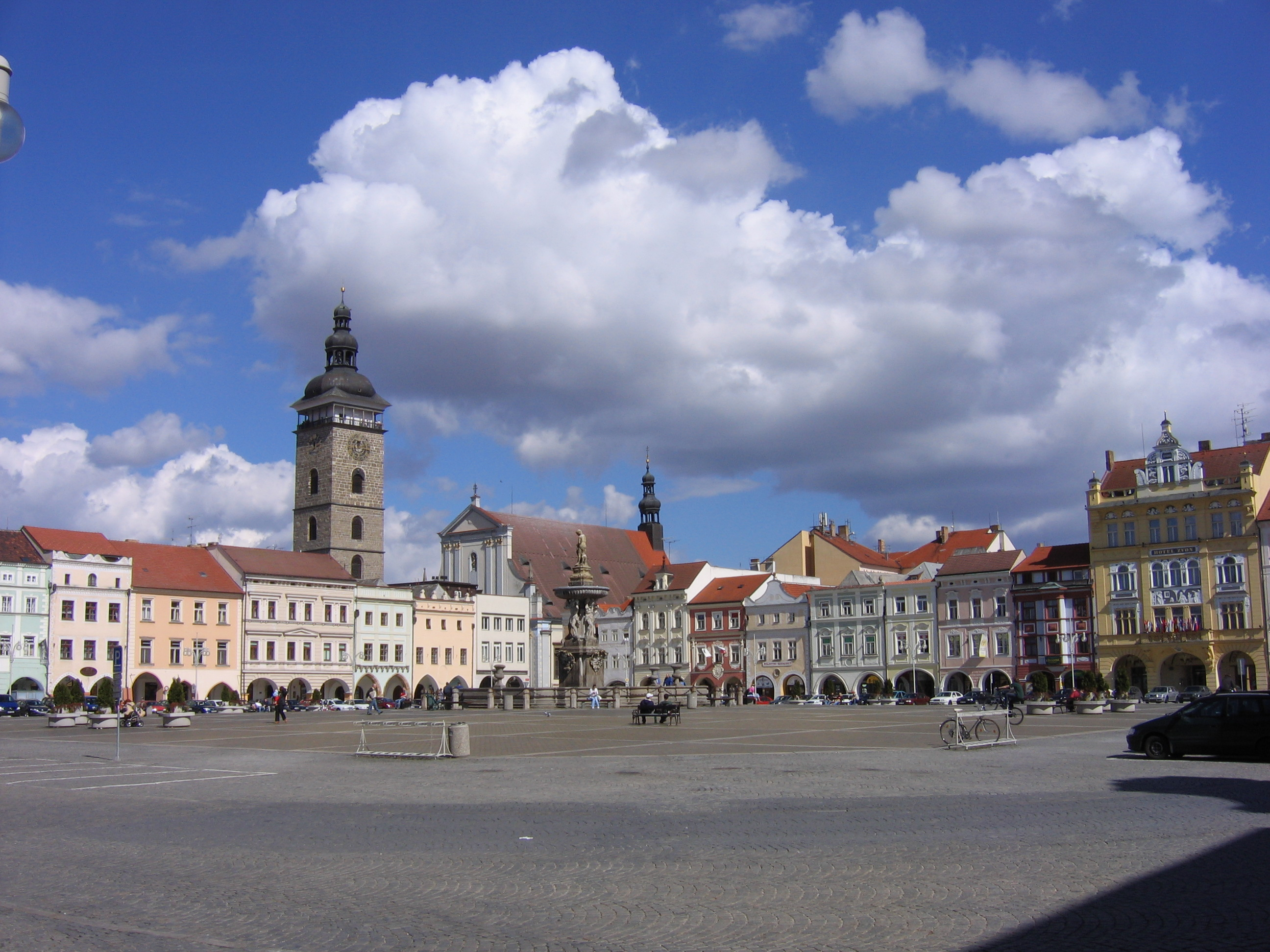
체스케부데요비체구의 행정 중심지인 체스케부데요비체

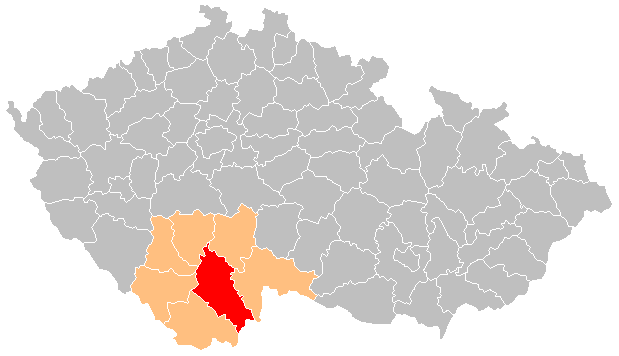
체스케부데요비체구의 위치

체스케부데요비체구(체코어: Okres České Budějovice)는 체코 남보헤미아주를 구성하는 7개 구 가운데 하나로 행정 중심지는 체스케부데요비체이며 면적은 1,638.3km2, 인구는 194,585명(2019년 1월 1일 기준), 인구 밀도는 120명/km2이다.
남보헤미아주 중부에 위치하며 109개 지방 자치체(12개 시, 97개 마을)를 관할한다. 남보헤미아주 스트라코니체구, 프라하티체구, 체스키크룸로프구, 인드르지후프흐라데츠구와 접하며 남동쪽으로는 오스트리아와 국경을 접한다.